# Bangun (Gunung Malela)
Bangun is een bestuurslaag in het regentschap Simalungun van de provincie Noord-Sumatra, Indonesië. Bangun telt 2839 inwoners (volkstelling 2010).